# Římskokatolická farnost Bílovice
Římskokatolická farnost Bílovice je územní společenství římských katolíků s farním kostelem Narození svatého Jana Křtitele v děkanátu Uherské Hradiště.

## Historie farnosti
První písemná zmínka o obci Bílovice pochází z roku 1256, kdy se obec stala lénem olomouckého biskupství. 
Vznik farnosti se dá vymezit lety 1141 až 1256. Farnost původně zahrnovala obce Bílovice, Nedachlebice, Kněžpole, Topolnou, Mistřice, Březolupy, Zlámanec a Svárov. Roku 1787 byly obce Březolupy, Zlámanec a Svárov vyňaty z farnosti Bílovice a v roce 1857 povýšeny na samostatnou farnost Březolupy.
V souvislosti s reformou diecéze z důvodu nedostatku kněží bylo požádáno o opětovné sloučení farnosti Březolupy s farností Bílovice.

## Duchovní správci
Od července 2011 byl farářem P. Josef Říha, který v roce 2016 odešel do Uherského Hradiště, kde vystřídal P. Mgr. Jana Bronislawa Turka na postu děkana. Jeho nástupcem se na chvíli stal P. Mgr. Ing. Jindřich Peřina. Od prosince 2016 byl novým administrátorem ustanoven P. Mgr. Pavel Macura. Toho v roce 2019 vystřídal jako farář P. Mgr. Jan Liška. V současnosti je administrátorem farnosti bývalý kaplan farnosti P. Mgr. Ing. František Šary.
Kompletní seznam farářů v průběhu historie farnosti lze nalézt na tomto odkaze.
Od 1. prosince 2024 slouží ve farnosti Bílovice z důvodu nedostatku kněží pouze farář. Až dosud zde vždy působili alespoň dva kněží – farář a kaplan. Tato změna si od ledna 2024 vyžádala úpravu pořadu bohoslužeb, který se nyní přizpůsobuje možnostem jediného kněze.

## Kostely a kaple
| Název                                             | Místo             |
| ------------------------------------------------- | ----------------- |
| farní kostel Narození sv. Jana Křtitele           | Bílovice          |
| filiální kostel Neposkvrněného Početí Panny Marie | Topolná           |
| filiální kostel sv. Anny                          | Kněžpole          |
| filiální kostel sv. Cyrila a Metoděje             | Nedachlebice      |
| kaple Bolestné Panny Marie                        | Bílovice          |
| kaple Nanebevzetí Panny Marie                     | Bílovice, Včelary |
| kaple Nejsvětější Trojice                         | Mistřice          |

## Bohoslužby
Nedělní bohoslužby se konají ve farním kostele a ve všech filiálních kostelích farnosti, s výjimkou kostela sv. Anny v Kněžpoli.
| Kostel                            | Místo        | Bohoslužba (den) | Čas         | Poznámka                             |
| --------------------------------- | ------------ | ---------------- | ----------- | ------------------------------------ |
| Narození sv. Jana Křtitele        | Bílovice     | neděle pátek     | 10:00 18:00 | farní kostel                         |
| Neposkvrněného Početí Panny Marie | Topolná      | neděle čtvrtek   | 8:30 17:00  |                                      |
| sv. Cyrila a Metoděje             | Nedachlebice | neděle čtvrtek   | 11:15 18:00 | online přenos nedělní mše na YouTube |
| sv. Anny                          | Kněžpole     | sobota pondělí   | 18:00       | sobotní mše je s nedělní platností   |
| kaple Nejsvětější Trojice         | Mistřice     | sobota středa    | 17:00 18:00 | sobotní mše je s nedělní platností   |

Aktuální pořad bohoslužeb
Od 11. ledna 2025 se z důvodu nedostatku kněží již nekonají nedělní mše ve filiálním kostele sv. Anny v Kněžpoli a v kapli Nejsvětější Trojice v Mistřicích. Místo nich jsou zde slouženy mše v sobotu večer s nedělní platností. Zároveň došlo k úpravě časů bohoslužeb v ostatních kostelích farnosti.

## Aktivity ve farnosti
Pravidelně se konají duchovní obnovy, biblické hodiny, setkání společenství, modlitby matek, výuka náboženství, při bohoslužbách zpívá schola mládeže i chrámový sbor. Pravidelně se pořádá farní ples. Farnost je zapojena do projektu Noc kostelů..
Určitou specialitou bílovické farnosti je lednová farní zabijačka. O její průběh se starají sami farníci, na odpoledne jsou pak zváni všichni místní k ochutnání hodových dobrot i popovídání.
Ve farnosti se pravidelně koná tříkrálová sbírka. V roce 2018 se jen v Bílovicích vybralo 66 595 korun..